# Mountain Pine Ridge naturreservat
Mountain Pine Ridge är ett naturreservat i Belize. Det ligger i distriktet Cayo, i den centrala delen av landet, 40 km sydväst om huvudstaden Belmopan.
I omgivningarna runt Mountain Pine Ridge växer i huvudsak städsegrön lövskog. Runt Mountain Pine Ridge är det glesbefolkat, med 10 invånare per kvadratkilometer.